# St. John Kemp, 2. Viscount Rochdale
St. John Durival Kemp, 2. Viscount Rochdale (* 15. Januar 1938; † 27. Februar 2015) war ein britischer Peer und parteiloser Politiker.

## Leben
St. John Durival Kemp, 2. Viscount Rochdale wurde als Sohn von John Kemp, 1. Viscount Rochdale (1906–1993) und dessen Ehefrau Elinor Dorothea Pease geboren. Mit dem Tode seines Vaters erbte er am 24. Mai 1993 den Titel des 2. Viscount Rochdale of Rochdale in the County Palatine of Lancaster in der Peerage of the United Kingdom (geschaffen 1960) und den nachgeordneten Titel des 3. Baron Rochdale of Rochdale in the County Palatine of Lancaster in der Peerage of the United Kingdom (geschaffen 1913).

## Mitgliedschaft im House of Lords
Mit dem Erbe des Titels des Viscount Rochdale wurde Kemp am 24. Mai 1993 offizielles Mitglied des House of Lords. Im House of Lords wurde er als Parteiloser und Fraktionsloser geführt. Er war vom 24. Mai 1993 bis 11. November 1999 formelles Mitglied des House of Lords. In der Sitzungsperiode 1997/98 war er nicht anwesend. Seine Mitgliedschaft im House of Lords endete am 11. November 1999 durch den House of Lords Act 1999. Für einen der verbleibenden Sitze trat er zur Wahl nicht an.
Er war im Register of Hereditary Peers, die für eine Nachwahl zur Verfügung stehen, nicht verzeichnet. Er gehörte der Hereditary Peers Association nicht an.

## Privates
Kemp war zweimal verheiratet. Am 5. Januar 1960 heiratete er in erster Ehe Serena Jane Clark-Hall, die Tochter von James Edward Michael Clark-Hall und Diana Mary Gatacre. Seine Ehefrau stammte aus Wissenden, Bethersden in der Grafschaft Kent. Die Ehe wurde 1974 geschieden. 1976 heiratete er in zweiter Ehe Elizabeth Anderton, die frühere Ehefrau von James Michael Anderton und Tochter von Robert Norman Rossiter Boldon, aus Cullercoats in der Grafschaft Northumberland. Aus seiner ersten Ehe stammen zwei Söhne und zwei Töchter. Sein jüngerer Sohn Hon Christopher Kemp (* 1969) starb am 25. Februar 2015, zwei Tage vor dem Tod seines Vaters. Erbe des Titels „Viscount Rochdale“ ist sein ältester Sohn Hon. Jonathan Hugo Durival Kemp (* 1961).
Kemp lebte auf dem Landsitz Lingholm Estate außerhalb von Portinscale, in der Nähe von Keswick in der Grafschaft Cumbria. 2012 bot Kemp das Anwesen zum Verkauf an. 2013 wurde der Landsitz an die Familie Seymour veräußert.
Der Gedenkgottesdienst für Kemp fand am 18. März 2015 in der Crosthwaite Church in Keswick statt.